# Edward Y. Townsend
Il piroscafo Edward Y. Townsend è stato una nave da carico che prestò servizio sui Grandi Laghi dalla sua costruzione nel settembre 1906 al suo naufragio il 7 ottobre 1968 in una tempesta nell'Oceano Atlantico, al largo della costa di Terranova, mentre era in viaggio verso i demolitori. La nave da carico veniva utilizzata per trasportare carichi alla rinfusa come minerale di ferro, carbone, grano e occasionalmente pietra calcarea. Quando fu varata nel 1906, fu nominata "Queen of the Lakes", essendo la nave più lunga (184 m) allora costruita per il servizio sui Grandi Laghi.

## Storia
L'Edward Y. Townsend fu costruita nel 1906 dalla Superior Shipbuilding Company, Superior (Wisconsin), per la Cambria Steamship Company di Cleveland (Ohio). Al momento del suo varo era la nave più lunga allora costruita per il servizio sui Grandi Laghi, per questo le fu dato il titolo di "Queen of the Lakes". Entrò il servizio nel settembre 1906.
Il 26 aprile 1909, l'Edward Y. Townsend entrò in collisione con il piroscafo Philip Minch al largo di Whitefish Point, sul lago Superiore, subendo lievi danni.
Il basso livello dell'acqua dal 1º al 6 febbraio 1926 fece incagliare l'Edward Y. Townsend nei pressi di Buffalo, New York.
Il 29 novembre 1966 la Townsend subì una crepa nello scafo mentre navigava sul lago Huron settentrionale (nella stessa tempesta in cui naufragò la Morrell). Fu ritenuta inidonea alla navigazione e ormeggiata a Sault Ste. Marie, Michigan per due anni.

### Il naufragio
Nel 1968 fu venduta alla Sea-Land Service Inc. per essere nuovamente venduta alla US Maritime Commission ed entrare nelle navi della flotta di riserva. Successivamente venne rivenduta a un demolitore spagnolo. Il 15 settembre 1968, l'Edward Y. Townsend attraversò Port Colborne, Ontario, al seguito dei rimorchiatori James Battle e Salvage Monarch. Il 1º ottobre 1968 superò il Québec con il piroscafo Dolomite, trainato dal rimorchiatore Hudson. Si stacco dal traino del rimorchiatore il 7 ottobre durante una tempesta nell'Oceano Atlantico e si inabissò a circa 640 km a sud-est dell'isola di Terranova.

## Navi gemelle
Anche se l'Edward Y. Townsend fu costruita da una azienda di costruzioni navali diversa dalla Daniel J. Morrell, erano considerate navi gemelle, perché erano praticamente identiche.